# Dyjský masiv
Dyjský masiv, také uváděný jako dyjský pluton je geologické těleso, které zasahuje od Únavova na Znojemsku až k řece Kamp v Rakousku. Převládající horninou je biotitický granit, dále je zastoupen granodiorit, diority, aplity a pegmatity. Je mladoproterozoického stáří (580 Ma) a je spjat s kadomskou orogenezí.

## Popis
Leží při JV okraji Českého masivu, avšak v Česku je pouze jeho menší část. Větší díl se nachází v Rakousku. Těleso je esovitě prohnuté a táhne se ve směru SV–JZ od Jevišovky přes Znojmo, Retz, Pulkau, Eggenburg až za Maisau (severovýchodně od Kremže) v celkové délce 51 km. Široké je většinou 5 – 6 km, maximálně 14 km (u Znojma) a zaujímá plochu 191 km2 (bez částí pokrytých terciérem). Jeho západní hranice vůči fylitům moravika je přímočará, hranice východní je velmi nepravidelná, laločnatá, protože miocén na těleso transgreduje a nepochybně zakrývá jeho větší část. Je budován hlavně žulami a granodiority.
Sled intruzí:
1. Starší diority a křemenné diority amfibolicko–biotitické (jemnozrnné)
2. Mladší diority a křemenné diority amfibolicko–biotitické (hruběji zrnité). Dioritické horniny mají malý rozsah a vystupují na východě tělesa u Dyje (Milfroň) východně od Znojma.
3. Hlavní žula (Hauptgranit). Jde o biototickou žulu a biotitický granodiorit.
4. Tasovická žula, jemnozrnná, chudá biotitem, přechází do aplitických facií, hlavně na severu a východě tělesa.
5. Diabasy a porfyroidy.

Všechny horniny mají výraznou paralelní texturu a jsou postiženy kataklazou, někdy také mylonitizovány a zbřidličněny. Masiv je geneticky blízký brněnské vyvřelině, stáří nejméně kaledonského, možná i prekambrického.